# ユソン (女優)
ユソン（ハングル表記：유선、1976年2月11日 - ）は、 韓国の女優。

## 人物・略歴
本名はワン・ユソン。韓国芸術総合学校演劇院を卒業。2001年にテレビドラマ『未必の故意による愛』に出演してデビューした。2009年にKBSで放送されて最高視聴率約49パーセントを記録した連続テレビドラマ『ソル薬局の息子たち』に看護師キム・ボクシル役で出演し人気を得た。2011年、3歳年上の実業家男性と10年の交際期間を経て結婚した。2014年1月29日に女児を出産。2020年時点でBLESSエンターテインメントに所属している。身長162 cm。

## 出演

### 映画
- 4人の食卓（朝鮮語版）（2003年） - ヒウン役[5]
- ビッグ・スウィンドル!（朝鮮語版）（2004年） - チョン・インスク役[6]
- 鬘 かつら（朝鮮語版）（2005年） - ジヒョン役[7]
- 黒い家（2007年） - シン・イファ役
- 黒く濁る村 (2010年) - イ・ヨンジ役
- ホームランが聞こえた夏（朝鮮語版）（2011年） - ナ・ジュウォン役[8]
- ロマンティックヘブン（朝鮮語版）（2011年、韓国） - ヨム・ギョンジャ役[9]
- ラブ・リミット（朝鮮語版）（2012年） - イ・ミラン役[10]
- GABI/ガビ-国境の愛-（朝鮮語版）（2012年） - サダコ役[11]
- 母なる復讐（2012年） - ユリム役
- 退魔：巫女の洞窟（朝鮮語版）（2015年） - キム・グムジュ役[12]
- ヒマラヤ〜地上8,000メートルの絆〜（2015年） - チェ・ソノ役
- シチリアの恋（2016年、中国制作の映画） - ジュンホの姉役
- 君の名は。（バリアフリー版、公開は2017年） - 画面解説のナレーション担当[13]
- 一級機密（朝鮮語版）（2018年） - キャサリン・キム役[14]
- 幼い依頼人（2019年） - ジスク役
- 真犯人（朝鮮語版）（2019年） - ダヨン役[15]
- 鬼手（朝鮮語版）（2019年） - ホン・マダム役[16]
- 甘酸っぱい（朝鮮語版、英語版）（2021年、Netflix配信の映画） - CEO役[17]

### テレビドラマ
- その陽射が私に…（2002年、MBC） - チェ・ジュニ役
- 大望（朝鮮語版）（2002年-2003年、SBS） - ザヨン役
- 太陽の南-愛と復讐の果て-（朝鮮語版）（2003年、SBS） - イ・ミンジュ役
- 嵐の中で（朝鮮語版）（2004年、SBS） - ユ・ジンギョン役
- 新・若草物語（朝鮮語版）（2004年、SBS） - チョン・ミドゥク役
- 恋するスパイ（朝鮮語版）（2005年-2006年、MBC） - パク・ウンジュ役
- 独身天下（朝鮮語版）（2006年、SBS） - ハン・ヨンウン役
- その女が恐ろしい〜屈辱と復讐の果てに〜（朝鮮語版）（2007年、SBS） - チェ・ヨンニム役
- ロビイスト（2007年、SBS） - エバ（ユ・ムニョン）役
- 総合病院2（2008年-2009年、MBC） - チャン・セジン役
- テロワール（2008年-2009年、SBS） - アン・ジソン役
- ソル薬局の息子たち（2009年、KBS） - キム・ポクシル（ジェニファー）役
- お願い、キャプテン（2012年、SBS） - チェ・ジウォン役
- 馬医（2012年-2013年、MBC） - チャン・インジュ役
- アフリカで生き残る方法（朝鮮語版）（2013年、MBC） - カン・ミンジュ役
- 人生追跡者イ・ジェグ（朝鮮語版）（2015年、SBS） - ソン・ヨニ役
- 波瀾万丈嫁バトル（朝鮮語版）（2015年-2016年、MBC） - イ・ドギョン役
- パーフェクトカップル～恋は試行錯誤～（朝鮮語版）（2016年-2017年、SBS） - シン・ジェスン役
- クリミナル・マインド:KOREA（2017年、tvN） - ナナ・ファン役
- とにかくアツく掃除しろ! 〜恋した彼は潔癖王子!?〜（2018年-2019年、JTBC） - クォン秘書役
- 世界で一番可愛い私の娘（2019年、KBS） - カン・ミソン役
- VIP-迷路の始まり-（朝鮮語版、英語版）（2019年、SBS） - イ・ソニョン役
- 復讐せよ～あなたの恨み晴らします～（朝鮮語版）（2020年-2021年、TV朝鮮） - キム・テオン役
- ハッシュ～沈黙注意報～（朝鮮語版）（2020年-2021年、JTBC） - ヤン・ユンギョン役
- イブの罠（朝鮮語版、英語版）（2022年、tvN） - ハン・ソラ役[18]
- 紙の月（朝鮮語版）（2023年、genie TV） - リュ・ガウル役[19]
- 仮面の女王（朝鮮語版、英語版）（2023年、Channel A） - ユン・ヘミ役[20]